# Manuel Fernandes de Abreu
Manuel Fernandes de Abreu foi um bandeirante paulista, participou da tropa organizada por Salvador Correia de Sá e Benevides para socorrer Pernambuco, invadido pelos holandeses.